# Štítary (Hostouň)
Štítary (německy Schüttarschen) jsou malá vesnice, část města Hostouň v okrese Domažlice v Plzeňském kraji. Nachází se asi 3,5 kilometru východně od Hostouně. Prochází zde silnice II/197. Štítary leží v katastrálním území Štítary nad Radbuzou o rozloze 4,15 km².

## Historie
První písemná zmínka o vesnici pochází z roku 1282.
V letech 1894–1945 tu působil a žil publicista, učitel a poslanec Národního shromáždění za Německý svaz zemědělců Ottokar Schubert.

## Obyvatelstvo
| Rok            | 1869 | 1880 | 1890 | 1900 | 1910 | 1921 | 1930 | 1950 | 1961 | 1970 | 1980 | 1991 | 2001 | 2011 | 2021 |
| -------------- | ---- | ---- | ---- | ---- | ---- | ---- | ---- | ---- | ---- | ---- | ---- | ---- | ---- | ---- | ---- |
| Počet obyvatel | 169  | 181  | 166  | 211  | 206  | 194  | 179  | 99   | 126  | 95   | 57   | 43   | 39   | 47   | 41   |
| Počet domů     | 25   | 29   | 31   | 32   | 33   | 33   | 31   | 27   | 24   | 22   | 18   | 24   | 24   | 25   | 25   |

## Obecní správa
Při sčítání lidu v letech 1850–1879 Štítary byly osadou obce Tasnovice v okrese Horšův Týn. V letech 1880–1984 bylo samostatnou obcí, se kterým patřilo nejprve do okresu Horšovský Týn (v letech 1880–1910 Horšův Týn), ale od roku 1960 v okrese Domažlice. Od 1. ledna 1985 jsou částí města Hostouň v okrese Domažlice. V letech 1961–1984 k obci patřily Hašov, Svinná a Tasnovice.

## Pamětihodnosti
- Kaple svatého Judy Tadeáše
- Fara čp. 1
- Socha svatého Jana Nepomuckého
- křížový kámen ve dvoře čp. 1
- smírčí kámen ve dvoře čp. 1
- Severozápadně od osady Hostětice se ve starší době železné na ostrožně nad Mělnickým potokem nacházel opevněný halštatský dvorec ze šestého století před naším letopočtem. Během archeologického výzkumu provedeného v letech 1988–1992 byly odkryty základy kůlových staveb a zejména čtyřnásobného palisádového opevnění.[11]